# Reinaldo Rojas Consuegra
Reinaldo Rojas Consuegra es una personalidad científica de Cuba, actualmente (2010) es director del Museo Nacional de Historia Natural y constituye un importante investigador en paleontología y geología.
Ha realizado diversos estudios sobre la naturaleza de la geología de este país.
Desde año investiga el paleoclima de la región del Caribe, específicamente de Cuba.

## Publicaciones

### Paleontología
- 2009 Rojas-Consuegra, R. (2009) “Paleo-biodiversidad”: una evaluación de los macro-invertebrados en el registro fósil de Cuba. VIII CONGRESO DE GEOLOGÍA (GEOLOGIA´2009). Estratigrafía y Paleontología, GEO2-02: 369-381. III Convención sobre Ciencias de La Tierra. GEOCIENCIAS´2009. Memorias, Trabajos y Resúmenes en CD-ROM, La Habana, 16-20 de marzo de 2009, ISBN 978-959-7117-19-3.

### Geología
- 2008. Chávez-Marrero, M. E., K. Núñez-Cambra y R. Rojas-Consuegra. Estandarización de la representación gráfica de objetos paleontológicos para la cartografía en Cuba. II Simposio de Museos y Salas de Historia Natural, Museo Nacional de Historia Natural (CITMA), 23 al 26 de mayo de 2008. La Habana, Cuba (CD ROM). ISBN 978-959-282-072-6.